# The Azad
The Azad (bengali : আজাদ) était un quotidien en bengali publié de 1936 à 1992. L'Azad est devenu le premier quotidien de Dacca. Le journal, bien que basé à Dacca, a joué un rôle important pendant le Mouvement de la langue bengalie pour son plaidoyer en faveur du bengali.

## Histoire
Le journal a été fondé à Calcutta le 31 octobre 1936. Le premier rédacteur en chef du quotidien était Maulana Mohammad Akram Khan (en). Dans les années 1940, le rédacteur en chef était Mohammad Modabber ; il a publié The Azad avec son fils, Mohammed Sadrul Anam Khan et Nazir Ahmed étaient également associés pendant cette période. Le quotidien publiait régulièrement des informations régionales du journaliste Khairul Kabir, basé à Dacca.
Après la partition de l'Inde, l'Azad fut transféré à Dacca le 19 octobre 1948. Il est devenu le premier journal à s'installer à Dacca. Abul Kalam Shamsuddin (en) a été nommé directeur de la publication à cette époque. Khairul Kabir a agi en tant que rédacteur en chef. Mujibur Rahman et Abu Jafar Shamsuddin (en) ont travaillé dans la section éditoriale. Peu de temps après, le quotidien est devenu le premier journal du Pakistan oriental.

### Mouvement pour la langue bengalie
La publication de The Azad a été interdite en 1949 lorsque le contenu éditorial s'est retourné contre le gouvernement, qui a réagi en interdisant la publicité dans le journal. L'Azad a soutenu le Mouvement de la langue bengali et a défié les menaces du gouvernement. Lorsque l'assassinat du 21 février a eu lieu, l'Azad a publié une édition spéciale le 22 février 1952. Le rédacteur en chef du journal, Abul Kalam Shamsuddin, qui était également membre de l'Assemblée législative, a démissionné de l'assemblée pour protester.
Bien qu'il s'agisse d'un journal de droite qui soutenait auparavant la Ligue musulmane, il a publié des rapports d'enquête d'une semaine sur les incidents du 21 février 1952. Cependant, après le 1er mars, ils succombèrent aux pressions du gouvernement et ne purent rester impartiaux Sous le régime autocratique du général Ayub Khan, le quotidien s'est à nouveau levé sous la direction du fils cadet d'Akram Khan, Mohammed Quamrul Anam Khan, pour protester contre la corruption et le règne injuste. Il a également joué un rôle important dans le renversement du gouvernement Ayub Khan et dans l'affaire de complot Agartala.

### Declin
Le quotidien a rapidement perdu son attrait après la mort de Maulana Mohammad Akram Khan et des controverses sur la propriété ont éclaté. Il a perdu du lectorat en raison de la concurrence avec Ittefaq, qui est devenue de plus en plus populaire. Après l'indépendance du Bangladesh, le quotidien a perdu l'aide financière du gouvernement. Plus tard, il a été remis à son propriétaire légal et directeur général, Mohammad Quamrul Anam Khan, pour être géré sous administration privée. Faute de soutien financier et de politiques gouvernementales, l'Azad a été fermé en 1990.